# Шушинский район
Шуши́нский райо́н (азерб. Şuşa rayonu) — район в составе Азербайджана. Административный центр — город Шуша.

## География
Площадь Шушинского района 289 км². Рельеф района гористый, самая высокая точка — гора Бёюк-Кирс (2725 м). По территории района протекает река Каркарчай.
На территории Шушинского района распространены осадочные породы юрского и мелового периодов.

### Климат
В Шушинском районе преобладают 2 типа климата: умеренно-тёплый с засушливыми зимами и холодный с засушливыми зимами. Средняя температура в январе колеблется от −4 до −1 °C, а в июле в пределах 16—19 °C. Годовое количество выпадающих осадков 700—800 мм.

## История
Шушинский район был создан в 1930 году в составе Нагорно-Карабахской автономной области Азербайджанской ССР. В 1963 году район был упразднён и его территория была передана в состав Степанакертского района, но уже в 1965 году район был воссоздан.
В мае 1992 года территория Шушинского района в ходе Карабахского конфликта перешла под контроль непризнанной Нагорно-Карабахской Республики (НКР). После этого на большей части территории Шушинского и небольшой части Лачинского района властями НКР был образован Шушинский район НКР. В ходе второй Карабахской войны 8 ноября 2020 года город Шуша и пригородное село Дашалты были возвращены под контроль Азербайджана.
15 июня 2021 года президент Турции Реджеп Тайип Эрдоган вместе с президентом Азербайджана Ильхамом Алиевым посетили Шушу, где состоялось подписание декларации о союзнических отношениях, известной как Шушинская декларация, которая создаёт институциональные рамки для расширения азербайджано-турецкого партнёрства во всех областях: от военного сотрудничества и экономики, до координации в информационной сфере.
В конце марта 2023 года ВС Азербайджана провели в Шушинском районе операцию, в результате которой взяли под свой контроль ряд дорог и господствующих высот. По данным азербайджанских СМИ, в ходе операции также были взяты под контроль сёла Аллахгулулар и Заманпейеси.
В ходе боевых действий в сентябре 2023 года Азербайджан восстановил контроль над всей территорией Шушинского района.

## Население
По состоянию на 1987 год в районе проживало 19 тысяч человек, средняя плотность населения составляла 63,3 человека на 1 км², крупнейшими населёнными пунктами были город Шуша и сёла Малыбейли и Дашалты.
| Год  | Азербайджанцы | %    | Армяне | %    | Всего  |
| ---- | ------------- | ---- | ------ | ---- | ------ |
| 1926 | 9 220         | 97,6 | 101    | 1    | 9 450  |
| 1939 | 6 306         | 58,3 | 4 177  | 38,6 | 10 819 |
| 1959 | 6 564         | 61,8 | 3 794  | 35,7 | 10 626 |
| 1970 | 9 890         | 72,4 | 3 577  | 26,2 | 13 664 |
| 1979 | 12 955        | 80,9 | 2 881  | 18   | 16 019 |
| 2005 | -             | -    | 4 305  | 99,6 | 4 324  |

## Экономика
В советские годы основной отраслью экономики района было животноводство.
Согласно экономическому делению Азербайджана с 1991 года входит в состав Верхне-Карабахского экономического района, который 7 июля 2021 года был переименован Карабахский экономический район.

## Транспорт
На территории района расположен Кечалдагский перевал. В советские годы по территории района проходили автомобильная дорога и газопровод Евлах—Нахичевань.
В 2021 году была открыта автомобильная Дорога Победы, соединившая город Шушу с городом Физули. В 2024 году планируется завершить строительство автомагистрали Ахмедбейли—Физули—Шуша.

## Административное устройство
Шушинский район состоит из 1 города, 1 посёлка и 37 сёл.